# 2A busz (Bécs)
A bécsi 2A (Linie 2A) jelzésű autóbusz Schwedenplatz U és Schwarzenbergplatz között közlekedik. A vonalon általában elektromos NBA 85 minibuszok közlekednek, a járatot a Wiener Linien üzemelteti.

## Útvonala
| Schwarzenbergplatz felé | Schwedenplatz felé |
| --- | --- |
| Schwedenplatz U vá. – Rotenturmstraße – Franz-Josefs-Kai – Heinrichsgasse – Rudolfsplatz – Heinrichsgasse – Concordiaplatz – Börsegasse – Renngasse – Freyung – Strauchgasse – Herrengasse – Michaelerplatz – Reitschulgasse – Josefsplatz – Augustinerstraße – Helmut-Zilk-Platz – Albertinaplatz – Philharmoniker Straße – Walfischgasse – Schwarzenbergstraße – Schwarzenbergplatz vá. | Schwarzenbergplatz vá. – Schwarzenbergstraße – Kärntner Ring – Kärntner Straße – Philharmoniker Straße – Albertinaplatz – Helmut-Zilk-Platz – Tegetthofstraße – Neuer Markt – Plankengasse – Dorotheergasse – Stallburggasse – Habsburgergasse – Jungferngasse – Petersplatz – Milchgasse – Tuchlauben – Brandstätte – Rotenturmstraße – Schwedenplatz U vá. |

## Megállói
| perc (↓) | megállóhely         | perc (↑) | átszállási kapcsolatok                                            |
| -------- | ------------------- | -------- | ----------------------------------------------------------------- |
| 0        | Schwedenplatz       | 11       | U1 , U4 1, 2 N25, N29, N31, N38, N60, N66                         |
| 1        | Salztorbrücke       | ∫        | 1, 2                                                              |
| ∫        | Rotenturmstraße     | 9        |                                                                   |
| 2        | Rudolfsplatz        | ∫        | 3A                                                                |
| ∫        | Stephansplatz       | 8        | U1 , U3 1A, 3A                                                    |
| 3        | Tiefer Graben       | ∫        |                                                                   |
| ∫        | Brandstätte         | 7        | 1A                                                                |
| 4        | Renngasse           | ∫        | 1A, 3A                                                            |
| ∫        | Graben, Petersplatz | 5        | 1A                                                                |
| 6        | Herrengasse         | ∫        | U3 1A                                                             |
| ∫        | Habsburgergasse     | 4        | 1A                                                                |
| 7        | Michaelerplatz      | ∫        | 1A                                                                |
| ∫        | Plankengasse        | 3        |                                                                   |
| 8        | Albertinaplatz      | 2        |                                                                   |
| ∫        | Oper, Karlsplatz    | 1        | 1, 2, 71, D, U2Z 59A, N25, N38, N46, N49, N60, N62, N66, N71, N75 |
| 9        | Kärntner Straße     | ∫        |                                                                   |
| 10       | Schwarzenbergplatz  | 0        | 1, 2, 71, D, U2Z 4A, N25, N38, N60, N66, N71, N75                 |